# Zell Am See Challenger 1979
Lo Zell Am See Challenger 1979 è stato un torneo di tennis facente parte della categoria ATP Challenger Series nell'ambito dell'ATP Challenger Series 1979. Il torneo si è giocato a Zell Am See in Austria dal 4 al  giugno 1979 su campi in terra rossa.

## Vincitori

### Singolare
Carlos Kirmayr ha battuto in finale  José Luis Damiani con il punteggio di 6–7, 6–3, 6–4, 6–2

### Doppio
Paul Kronk /  Peter McNamara hanno battuto in finale  David Carter /  Billy Martin con il punteggio di 2–6, 6–0, 6–3